# Guido Buchwald
Guido Buchwald (Berlín, Alemanya, 24 de gener de 1961) és un exfutbolista alemany. Va disputar 76 partits amb la selecció d'Alemanya.